# رأس امرأة (لوحة)
رأس امرأة (بالإنجليزية: Head of a Woman)‏ هي لوحة مرسومة بالزيت على الخشب النهضة من أعمال الفنان الإيطالي ليوناردو دا فينشي، وربما يعود تاريخها إلى حوالي العام 1500 م، وتعرض اللوحة في في معرض بارما الوطني، إيطاليا.

## التاريخ
هذا العمل هو لوحة كاملة، ذكر لأول مرة في مجموعة بيت غونزاغا في العام 1627.
وأصبحت اللوحة جزءاً من مجموعة البارميزان منذ العام 1839، وتعود اللوحة إلى المرحلة الناضجة في حياة ليوناردو، اكتملت في نفس المرحلة التي ضمت لوحة عذراء الصخور.

## تفسير اللوحة
كتب الكسندر ناجل من اللوحة: "لا تركز الامرأة عينيها على أي كائن في الخارج، وعيناها تعطي الانطباع بأنها سوف تبقى حيث هي، هي ترى من خلال الداخل بدلا من تلقي الانطباعات الفورية عن العالم الخارجي . هذه هي الحالة والموقف لامرأة عالقة في حالة ذهنية وشاردة في فكرة معينة غير مدركة لها.هنا تم اقتراح تصوير حياة داخلية من قبل النظام الجديد للتقنيات التصويرية، دون اللجوء إلى العمل نفسه أو السرد.

## وصلات خارجية
- Leonardo da Vinci: anatomical drawings from the Royal Library, Windsor Castle، معرض الصور كاملا على هيئة PDF ويحتوي على لوحة رأس امرأة)